# Xenia quinqueserta
Xenia quinqueserta är en korallart som beskrevs av May 1899. Xenia quinqueserta ingår i släktet Xenia och familjen Xeniidae. Inga underarter finns listade i Catalogue of Life.